# Herman Otto Hartley
H. O. Hartley (1912 - 1980), nascut Herman Otto Hirschfeld i col·loquialment anomenat HOH, va ser un estadístic germano-nord-americà.

## Biografia
Herman Hartley va néixer a Berlin i es va doctorar en matemàtiques a la Universitat de Berlin però amb l'arribada al poder d'Adolf Hitler va emigrar a Anglaterra. Va fer estudis de postgrau i el 1940 va obtenir el doctorat en Estadística Matemàtica, sota la direcció de John Wishart, per la Universitat de Cambridge. Els primers treballs publicats els va signar com a H. O. Hirschfeld.
Va col·laborar amb Egon Pearson en el càlcul de les tables de les distribucions beta, khi quadrat, Student i Fisher recopilades en el llibre “Biometrika Tables for Statisticians” actualitzant així les publicades per Karl Pearson. El 1946 es va incorporar a University College London com a professor.
El 1953 va visitar, com a professor visitant, Iowa State College on va ser professor d'Estadística des de 1954 fins a 1963, any en què es va incorporar a Texas A & M University on va fundar el Departament d'Estadística i el va dirigir fins a 1979, any en què es va retirar. Tot i això va ser professor visitant a Duke University i estadístic al National Testing Service a Durham.
Va desenvolupar la prova d'igualtat de les variàncies o prova de Hartley. En 1967, ell i J. N. K. Rao van publicar un mètode de màxima versemblança per a la recerca de components de la variància en models mixtos. Va fer importants contribucions a la programació matemàtica, l'optimització, l'anàlisi de correspondències i el mostreig.
El 1979 va ser President de l'American Statistical Association. Va morir el 1980 a Durham, Carolina del Nord.